# Force de frappe (film, 1977)
Pour les articles homonymes, voir Force de frappe.
Pour plus de détails, voir Fiche technique et Distribution.
Force de frappe (Aftenlandet) est un film danois réalisé par Peter Watkins, sorti en 1977.

## Contexte
En 1977, Peter Watkins réalise pour l'Institut du Cinéma danois Aftenlandet (Evening Land, ou Force de Frappe) avec 192 acteurs non professionnels et sans que les dialogues aient été écrits - une méthode régulièrement employée par le réalisateur pour laisser les comédiens faire appel à leurs expériences et opinions propres dans leurs rôles.

## Synopsis
Le film décrit une grève dans les docks de Copenhague contre la construction de quatre sous-marins pour la marine française : les ouvriers protestent contre le gel des salaires conclu par la direction pour remporter le contrat, mais aussi contre l'équipement des bateaux en missiles nucléaires. Un sommet européen se tenant au même moment dans la ville, un groupe d'activistes enlève le ministre danois pour contester la construction d'armements nucléaires au Danemark et soutenir les revendications des grévistes. La manifestation est brutalement réprimée par la police, qui sauve le ministre et capture ou tue les « terroristes » .
Le film est mal reçu par la critique (« Quand Watkins cessera-t-il d'effrayer le public ? » s'insurge un chroniqueur), mais aussi par les marxistes, qui lui reprochent d'être plus proche des « terroristes » que des ouvriers. Il ne sera plus présenté ensuite.

## Fiche technique
- Titre : Force de frappe
- Titre original : Aftenlandet
- Réalisation : Peter Watkins
- Scénario : Poul Martinsen, Carsten Clante et Peter Watkins avec les acteurs
- Production : Steen Herdel, Ebbe Preisler et Jeff McBride
- Photographie : Joan Churchill
- Montage : Peter Watkins et Jeff McBride
- Musique : Anders Koppel
- Costumes : Gunnel Nilsson
- Pays d'origine : Danemark
- Format : Couleur
- Genre : Science-fiction
- Durée : 109 min.
- Langue : danois
- Date de sortie : 1977